# بنوا سینه
بنوا سینه (فرانسوی: Benoît Sinner‎؛ زادهٔ ۷ اوت ۱۹۸۴ ‏(۴۰ سال)) دوچرخه‌سوار اهل فرانسه است.
از باشگاه‌هایی که در آن رکاب زده‌است می‌توان به تیم دوچرخه‌سواری اگریتوبل، تیم دوچرخه‌سواری سوجاسون، و تیم دوچرخه‌سواری آرمی دو تر اشاره کرد.